# Philodamia variata
Philodamia variata là một loài nhện trong họ Thomisidae.
Loài này thuộc chi Philodamia. Philodamia variata được Tord Tamerlan Teodor Thorell miêu tả năm 1894.